# La mujer marcada
La mujer marcada (título original en inglés Marked Woman) es una película de crimen y drama estadounidense de 1937, dirigida por Lloyd Bacon y protagonizada por Bette Davis y Humprey Bogart.
La película fue un gran éxito para Warner Bros. y una de las primeras películas importantes de Davis. Poco antes del rodaje había presentado una demanda contra el estudio, en parte debido a la escasa calidad  de los papeles que se esperaba que interpretara. Aunque perdió la demanda, obtuvo una cobertura de prensa considerable y La mujer marcada fue su primera película al regresar a Hollywood. Davis reconoció que estaba satisfecha con el guion y las posibilidades dramáticas que le brindaba. Parece que Jack Warner estaba igualmente complacido por la reacción del público a favor de Davis, porque aumentaría el atractivo y la rentabilidad de sus películas.
Debido a su interpretación, Davis obtuvo la Copa Volpi a la Mejor Actriz en el Festival de Cine de Venecia.

## Sinopsis
Cuenta la historia de una prostituta acechada por unos gánsters que colabora con un abogado para poner a todos ellos detrás de las rejas.

## Reparto

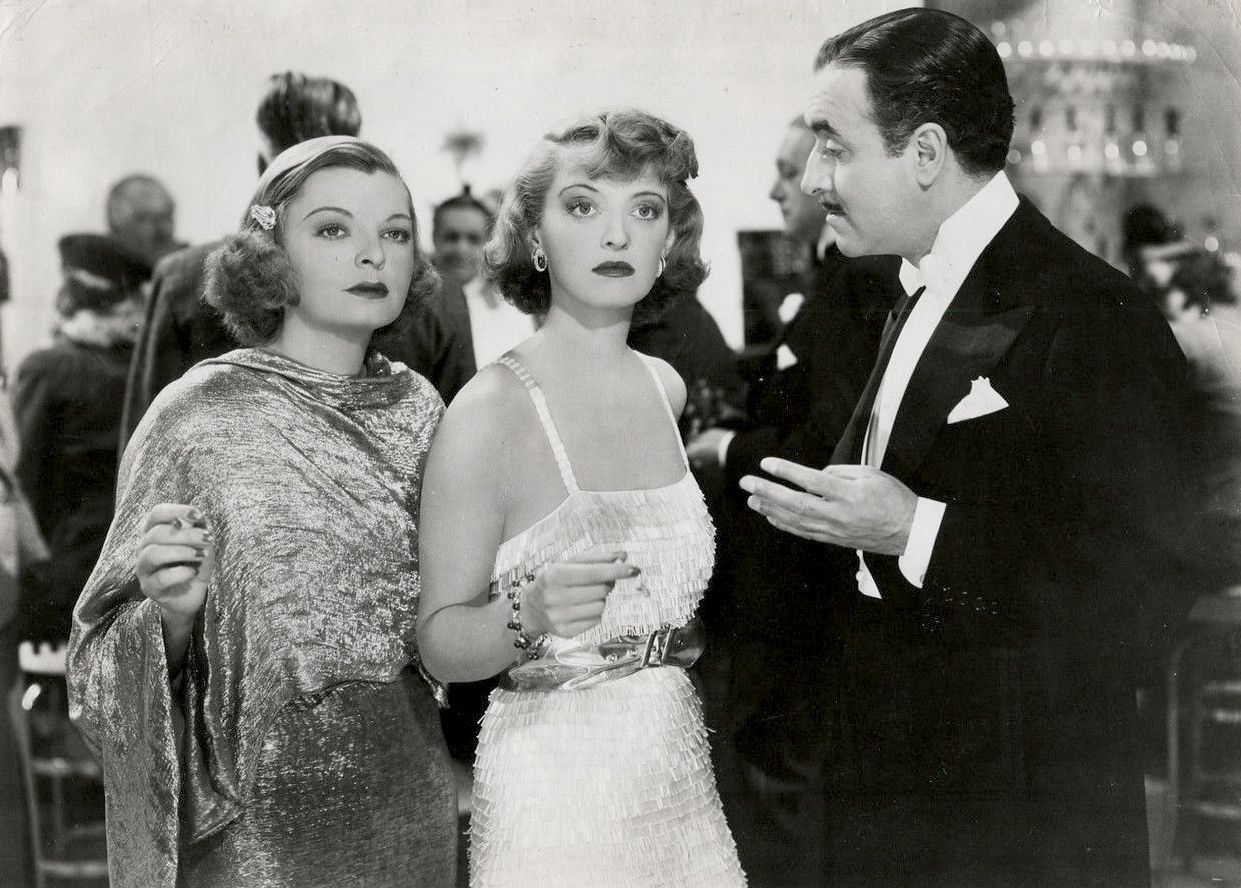
Mayo Methot y Bette Davis.

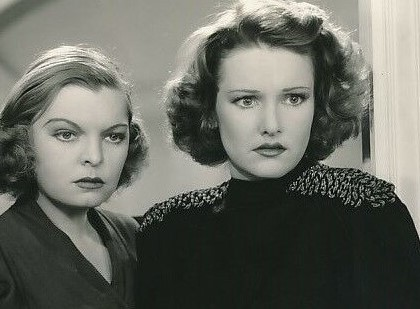
Mayo Methot y Lola Lane.

- Bette Davis como Mary Dwight/Mary Strauber
- Humphrey Bogart como David Graham
- Lola Lane como Dorothy "Gabby" Marvin
- Isabel Jewell como Emmy Lou Eagan
- Eduardo Ciannelli como Johnny Vanning
- Rosalind Marquis como Florrie Liggett
- Mayo Methot como Estelle Porter
- Jane Bryan como Betty Strauber
- Allen Jenkins como Louie
- John Litel como Gordon
- Ben Welden como Charlie Delaney
- Damian O'Flynn como Ralph Krawford
- Henry O'Neill como Arthur Sheldon
- Raymond Hatton como un abogado
- Carlos San Martín como el maître
- William B. Davidson como Bob Crandall
- Kenneth Harlan como Eddie, un Sugar Daddy
- Robert Strange como George Beler
- Archie Robbins como Bell Captain (acreditado como James Robbins)
- Arthur Ayelsworth como el sheriff John Truble
- John Sheehan como Vincent
- Sam Wren como Mac
- Edwin Stanley como el detective Casey (acreditado como "Ferguson")

## Recepción
Escribiendo para Night and Day en 1937, Graham Greene ofreció una crítica positiva y señaló que, como película de cine negro, "se ha hecho antes, por supuesto, [...] pero nunca se ha hecho mejor que en algunas de estas escenas". Greene elogió a Ciannelli, quien fue capaz de "transmitir no solo la corrupción sino también la tristeza de la corrupción", pero Green expresó su decepción con la actuación de Davis, que afirmó que "tapa las emociones con un terrible abandono".
La película está clasificada en el sitio web del agregador de reseñas Rotten Tomatoes al 100% según las reseñas de cinco críticos y con una calificación promedio de 6.5/10.

### Premios y nominaciones
Bette Davis ganó la Copa Volpi a la Mejor Actriz en el Festival de Cine de Venecia en 1937. El director Lloyd Bacon fue nominado para la Copa Mussolini de 1937.